# Coenosia pachypoda
Coenosia pachypoda este o specie de muște din genul Coenosia, familia Muscidae, descrisă de Jacques-Marie-Frangile Bigot în anul 1891. Conform Catalogue of Life specia Coenosia pachypoda nu are subspecii cunoscute.